# Préfecture d'Akébou

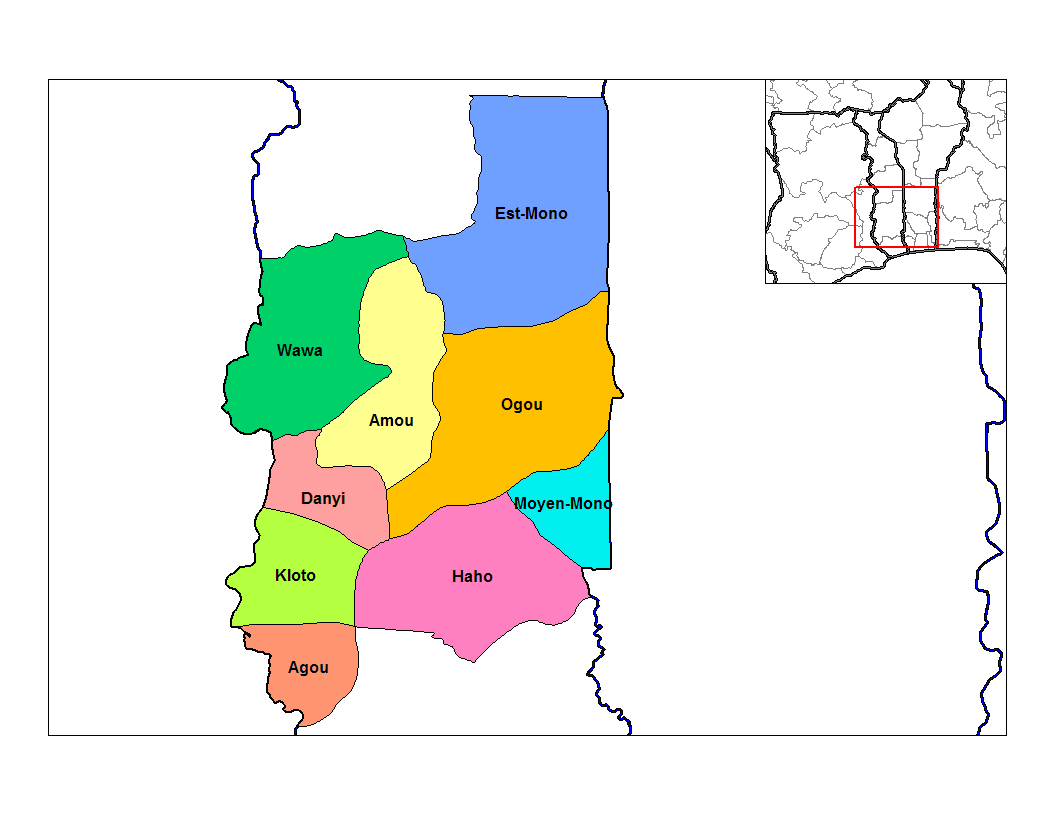
Préfectures en Région des plateaux.

La préfecture d’Akébou est une préfecture située dans la Région des Plateaux au Togo. La préfecture s'étend sur 1 130 km2. Son Chef-lieu est Kougnohou.
Les cantons d'Akébou comprennent Kougnohou (Akébou), Djon, Gbendé, Sérégbéné, Yalla, Kamina-Akébou, Vèh et Kpalavé.
La préfecture d'Akébou a été créée le 26 novembre 2009 par résolution de l'Assemblée nationale du Togo.

## Démographie
En 2022 sa population est estimée à 73 830 habitants.